# 让·季奥诺
让·季奥诺, （1895年3月30日—1970年10月9日），生卒于马诺斯克，是一位法国的作家。
他的作品多描绘普罗旺斯的乡村世界。他想象丰富，对于古希腊有独到的看法，他的作品描绘了人面对道德和形而上学的问题时的处境，并且涉猎各个领域。
作家吕西安·雅克，安德烈·纪德，让·盖埃诺，以及画家欧仁·马特尔和塞尔日·菲奥里奥（这也是他德国的表兄）都是他的朋友，但是他仍然处于他那个时代文学潮流的边缘。